# Joseph Vuillemin

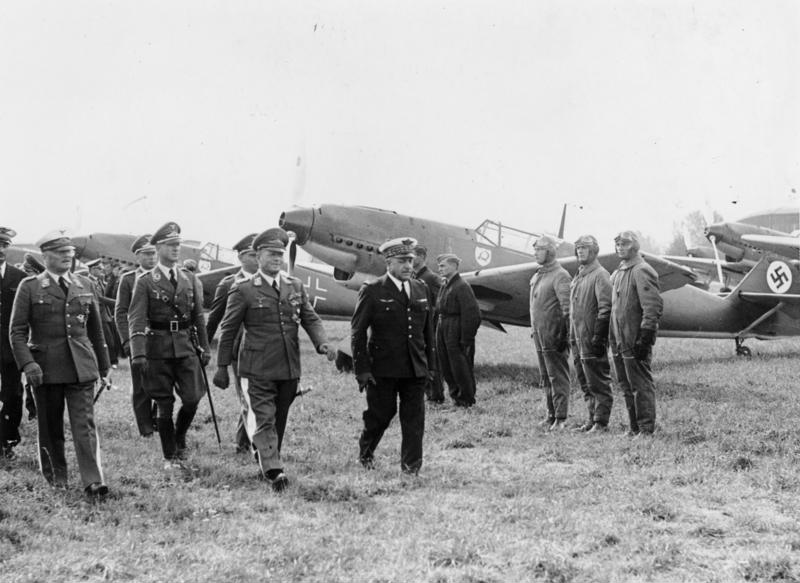
Generał Vuillemin podczas oficjalnej wizyty w Niemczech w 1938 dokonuje przeglądu jednostki myśliwskiej wyposażonej w Messerschmitty Bf 109

Joseph Vuillemin (ur. 14 marca 1883 w Bordeaux, zm. 23 lipca 1963 w Lyonie) – generał armii Francuskich Sił Powietrznych, uczestnik obu wojen światowych.
Podczas I wojny światowej uzyskał 7 zwycięstw powietrznych, co dało mu honorowy tytuł asa myśliwskiego francuskiego lotnictwa.
Po zakończeniu wojny dowodził 11 pułkiem lotnictwa bombowego. W 1925 został dowódcą lotnictwa w Algierii francuskiej.
Krótko przed wybuchem II wojny światowej został dowódcą Francuskich Sił Powietrznych i pełnił tę funkcję do francusko-niemieckiego zawieszenia broni w czerwcu 1940.

## Ordery i odznaczenia
- Krzyż Wielki Orderu Legii Honorowej – 13 stycznia 1934
- Wielki Oficer Orderu Legii Honorowej – 2 lipca 1931
- Komandor Orderu Legii Honorowej – 1 maja 1920
- Oficer Orderu Legii Honorowej – 28 października 1916
- Kawaler Orderu Legii Honorowej – 8 września 1914
- Komandor Orderu Zasługi Saharyjskiej[1]